# Cantón de Doulevant-le-Château
El cantón de Doulevant-le-Château era una división administrativa francesa, que estaba situada en el departamento de Alto Marne y la región de Champaña-Ardenas.

## Composición
El cantón estaba formado por dieciocho comunas:
- Ambonville
- Arnancourt
- Baudrecourt
- Beurville
- Blumeray
- Bouzancourt
- Brachay
- Charmes-en-l'Angle
- Charmes-la-Grande
- Cirey-sur-Blaise
- Courcelles-sur-Blaise
- Dommartin-le-Saint-Père
- Doulevant-le-Château
- Flammerécourt
- Leschères-sur-le-Blaiseron
- Mertrud
- Nully
- Trémilly

## Supresión del cantón de Doulevant-le-Château
En aplicación del Decreto n.º 2014-163 de 17 de febrero de 2014, el cantón de Doulevant-le-Château fue suprimido el 22 de marzo de 2015 y sus 18 comunas pasaron a formar parte del nuevo cantón de Joinville.